# Îles Lobeiras
Les îles Lobeiras est un petit archipel espagnol de la province de La Corogne, en face de la commune côtière de Carnota, en Galice , en face de l'estuaire de Corcubión. C'est exactement deux groupes d'îlots espacés d'un demi-kilomètre.
Le groupe avec les plus grandes îles est appelé Lobeira Grande, l'autre est appelé Lobeira Chica. Lobeira Grande fait 3 hectares sur 80 m de long. Elle a été habitée par des gardiens de phare dont le phare est maintenant automatisé.

Tout ce groupe de petites îles a été le théâtre d'innombrables naufrages, et a également souffert, au début de 1900, d'une forte tempête qui a laissé isolé la famille du gardien du phare.